# Каль, Эрик
Эрик Андре Каль (швед. Eric Andre Kahl; род. 27 сентября 2001, Стокгольм) — шведский футболист, защитник клуба «Орхус».

## Клубная карьера
Футболом начал заниматься с четырёх лет в школе стокгольмского АИК. 25 сентября 2019 года впервые попал в заявку основной команды на матч чемпионата Швеции против «Гётеборга», но провёл всю встречу на скамейке запасных. 17 октября подписал профессиональный контракт с клубом, рассчитанный на три года. В следующем сезоне он дебютировал за АИК в Аллсвенскане. 28 июня 2020 года главный тренер команды Рикард Нурлинг выпустил Каля в стартовом составе в домашней игре с Мальмё. Результативными действиями на поле он не отметился и был заменён на 64-й минуте на Расмуса Линдквиста.

## Статистика выступлений

### Клубная статистика
| Выступление      | Выступление      | Выступление      | Лига | Лига | Кубки | Кубки | Конт. кубки | Конт. кубки | Итого | Итого |
| Клуб             | Лига             | Сезон            | Игры | Голы | Игры  | Голы  | Игры        | Голы        | Игры  | Голы  |
| ---------------- | ---------------- | ---------------- | ---- | ---- | ----- | ----- | ----------- | ----------- | ----- | ----- |
| АИК              | Аллсвенскан      | 2020             | 1    | 0    | 0     | 0     | 0           | 0           | 1     | 0     |
| АИК              | Итого            | Итого            | 1    | 0    | 0     | 0     | 0           | 0           | 1     | 0     |
| Всего за карьеру | Всего за карьеру | Всего за карьеру | 1    | 0    | 0     | 0     | 0           | 0           | 1     | 0     |